# Sangiaccato di Aintab
Il Sangiaccato di Aintab (in arabo سنجق عنتاب‎?) era una provincia (sangiaccato/sanjak) dell'Impero ottomano, situata nell'odierna Turchia. La città di Aintab (oggi Gaziantep) era la capitale del Sangiaccato. Nel 1914 aveva una popolazione di 187.899 abitanti.

## Storia
Inizialmente, Aintab faceva parte della Siria secondo il Trattato di Sèvres; tuttavia con il successo della guerra d'indipendenza turca, i sangiaccati di Maraş, Antep e Urfa dell'ex Vilayet di Aleppo rimasero alla Turchia dopo il 1921. Inoltre, le kaza (sotto-distretti) di Antiochia e İskenderun del Sangiaccato di Aleppo furono separati formando la Repubblica di Hatay nel 1938. La Repubblica si unì alla Turchia nel 1939.